# Division 1 i innebandy 2007/2008
Division 1 i innebandy 2007/2008 var Sveriges näst högsta division i innebandy säsongen 2007/2008 och bestod av tre serier - norra, mellersta och södra. Vinnaren i varje serie gick direkt upp till Svenska superligan.

## Norra
Umeå City IBK vann den norra serien med en poäng före Gävle GIK. Farsta IBK och Storvreta Ungdom IBK flyttades ner till Division 2.

## Mellersta
Västerås IBF vann den mellersta serien med hela nio poäng före tvåan Örebro SK. FBI Tullinge och Lillån IBK flyttades ner till Division 2.

## Södra
I den södra serien vann Hide-a-lite Mullsjö AIS före KFUM Linköping tack vare bättre målskillnad (+77 jämfört med +60) eftersom lagen slutade på samma poäng. Trea, endast en poäng efter, kom IBF Älvstranden och detta var alltså den i toppen jämnaste Division 1-serien. Näst sist kom Vimmerby IBK och sist kom IBK 7-härad och de flyttades således ner till Division 2.